# سوني ZV-1
كاميرا سوني ZV-1 هي كاميرا مدمجة من سوني بدقة 20 ميجابكسل مع مستشعر صور من نوع 1 بوصة. تم إصدارها في مايو 2020 كجزء من سلسلة ZV من سوني، وهي تعد موجهة بشكل خاص لصانعي المحتوى والفلوغرز، مع مجموعة من الميزات المخصصة للفيديو والفلوجينغ.

## الميزات الرئيسية
- المستشعر والعدسة:
  - كاميرا مستشعر 1 بوصة بدقة 20 ميجابكسل، مما يتيح لها تقديم صور عالية الجودة حتى في الإضاءة المنخفضة.
  - عدسة قابلة للتمديد بفتحة F1.8–2.8 و نطاق تكبير 24–70 مم (معادل 35 مم)، مما يوفر مرونة كبيرة في التكوين.
- التركيز التلقائي:
  - تحتوي على تركيز تلقائي بالكشف عن المرحلة، مما يضمن أداءً سريعًا ودقيقًا في تحديد الموضوعات المتحركة أو الثابتة.
- الفيديو:
  - تسجيل فيديو 4K حتى 30 إطارًا في الثانية و 1080p حتى 120 إطارًا في الثانية، مما يتيح تصوير لقطات بطيئة الحركة مذهلة.
  - تصوير عالي السرعة حتى 960 إطارًا في الثانية (بدقة أقل) لتسجيل حركات سريعة بشكل رائع.
  - تنسيقات الفيديو المدعومة: XAVC S و AVCHD.
- الشاشة:
  - شاشة لمسية قابلة للتحويل لسهولة التقاط الصور الذاتية والفيديو من زوايا مختلفة.
- الصوت:
  - ميكروفون مدمج موجه لتسجيل الصوت بشكل واضح، بالإضافة إلى مدخل 3.5 ملم لتوصيل ميكروفون خارجي.
- الاتصال:
  - دعم Wi-Fi و Bluetooth للتحكم اللاسلكي والوسم الجغرافي عبر GPS.
- المنفذ والشحن:
  - منفذ Micro-USB للشحن، بالإضافة إلى منفذ HDMI Mini لعرض الفيديو على الأجهزة الخارجية.
- الميزات الإضافية:
  - دعم تنسيق RAW (ARW) للصور من أجل مزيد من المرونة في التحرير.
  - حامل فلاش (Hotshoe) لملحقات إضافية.
  - متوافقة مع عصا السيلفي/الحامل GP-VPT2BT من سوني لسهولة التصوير من زوايا مختلفة.

## التسويق والتسعير
تم إطلاق سوني ZV-1 بسعر أولي قدره 799 دولارًا أمريكيًا، وكان السعر عند الطلب المسبق 749 دولارًا. كاميرا ZV-1 تُعتبر تطورًا للطراز RX100 Mark VII، نظرًا لأنها جاءت بعد توقف سوني عن إصدار طرازات جديدة من RX100 منذ عام 2019. تأتي الكاميرا بلونين: أسود و أبيض، ويمكن شراء مجموعة الفلوجينغ كإضافة اختيارية.

## المثالية للمحتوى المرئي
بفضل الميزات مثل الفيديو 4K، شاشة اللمس القابلة للتدوير، والصوت الجيد، تعتبر كاميرا سوني ZV-1 مثالية لصانعي المحتوى والفلوغرز الذين يبحثون عن كاميرا سهلة الاستخدام مع ميزات متقدمة لتصوير الفيديو.